# مايك هووبر (لاعب كرة قاعدة)
مايك هووبر (بالإنجليزية: Mike Hooper)‏ هو لاعب كرة قاعدة أمريكي، ولد في 7 فبراير 1850 في بالتيمور في الولايات المتحدة، وتوفي بنفس المكان في 1 ديسمبر 1917.

## وصلات خارجية
- مايك هووبر على موقعبيزبول رفرنس.كوم (الدوري الرئيسي) (الإنجليزية)